# António Reis (ator)
António Manuel Lopes da Silva Reis (Porto, 20 de janeiro de 1945 — Porto, 5 de abril de 2022) foi um actor e encenador português, condecorado pelo Presidente da República Portuguesa com o Grau de Comendador da Ordem do Infante D. Henrique.

## Biografia
Em 1964 inicia a sua actividade no Grupo dos Modestos no Porto e em 1970 ingressa no Teatro Experimental do Porto.
Foi um dos fundadores da Companhia de Teatro Seiva Trupe, desempenhando até à sua morte o cargo de Director.
Integrou e foi fundador de vários organismos culturais, dos quais se destaca: FITEI - Festival Internacional de Teatro de Expressão Ibérica (Presidente e Director Artístico de 1988 a 2004); ACE - Academia Contemporânea do Espectáculo (Presidente do Conselho Fiscal); ADN - Agência para o Desenvolvimento do Norte Teatral; Teatro do Bolhão (Presidente Conselho Fiscal); AMAR - Associação Mutualista dos Artistas - Casa do Artista/Norte.
Morreu a 5 de abril de 2022, no Porto.

## Cursos
Frequentou diversos cursos nacionais e internacionais de especialização:
- Seminário de Dramaturgia, dirigido por Henrique Buenaventura - Nova Iorque, 1980
- Curso sobre o Teatro Contemporâneo em Espanha e na América Latina, organizado pela Universidade Menendez Pelayo, Espanha, 1983;
- Curso de Administração Teatral, dirigido por Filipe Arnoult, 1986;
- Seminário sobre o futuro dos Festivais Internacionais de Teatro, organizado pela Associação de Criticos de Teatro, em Itália, 1987;
- Curso Livre de Economia Social, 2006
- Cursos de Formação Teatral dirigidos por Julio Castronuovo, Angel Faccio, Augusto Boal, Chris Pagêe, Professores do Old Vic (Inglaterra), entre outros.

## Espetáculos de teatro
Como actor, no Teatro, participou em mais de 80 peças de variadíssimos autores tais como: Samuel Beckett, Molière, Garcia Lorca, Almeida Garrett, Camilo Castelo Branco, Bertolt Brecht, Copi, Eugéne Labiche, Valle Inclan, Leon Tolstoi, Plínio Marcos, Bernardo Santareno, Pirandello, Shakespeare, Dias Gomes, Peter Schaffer, Nelson Rodrigues, Heiner Müller, Michael Frayn, Roberto Cossa, Antonio Skármeta, Carl Djerassi, Roald Hoffmann, Eric Emmanuel Smicht, Steven Berkoff, Dib Carneiro Neto, entre outros.
Entre as peças encontram-se:
- 1964 – Arsénico e rendas velhas, de Joseph Kesselring

- 1965 – Artimanhas de Scapin, de Moliére

- 1966 – O vagabundo das mãos de oiro, de Romeu Correia

- 1967 – O borrão, de Augusto Sobral

- 1970 – O cravo espanhol, de Romeu Correia

- 1970 – Fim de festa, de Samuel Beckett

- 1971 – Batalha Naval, de Jaime Salazar Sampaio

- 1971 – A raposa e as uvas, de Guilherme Figueiredo

- 1971 – Bodas de sangue, de Frederico Garcia Lorca

- 1971 – Os fidalgos da Casa Mourisca, de Júlio Dinis

- 1971 – Jogos do ganso d'ouro, de Correia Alves

- 1972 – Arco de Sant'Ana, de Almeida Garrett

- 1972 – A casa de Bernarda Alba, de Frederico Garcia Lorca

- 1973 – A princesa e o papagaio, de Raul Carrat

- 1973 – Strip-Tease, de Mrozek

- 1973 – Carlos, de Mrozek

- 1973 – A menina Alice e o inspector, de Robert Thomas

- 1973 – Musicalim na praça dos brinquedos, de Stella Leonardos

- 1974 – A seiva conta Catarina na luta do povo, de Luís Humberto

- 1975 – Aqui é que a porca torce o rabo, texto colectivo

- 1975 – Os três patrões bons, de Virgílio Martinho

- 1975 – As duas faces do patrão, de Luís Valdez

- 1975 – Terra e trabalho, de Luís Humberto

- 1975 – A força do povo, de Manuel Girio

- 1975 – Lux in Tenebris, de Bertolt Brecth

- 1976 – Santo Inquérito, de Dias Gomes

- 1977 – D. Beltrão de Rebordão, de Jaime Gralheiro

- 1977 – Os cornos de Dom Gaitas, de Valle Inclan

- 1977 – Contos cruéis, de Jorge de Sena

- 1978 – Queda de um anjo, de Camilo Castelo Branco

- 1978 – Perdidos numa noite suja, de Plínio Marcos

- 1979 – Confissão, de Bernardo Santareno

- 1980 – Quanto vale um poeta, de Luís de Camões

- 1982 – Um cálice de porto, de Benjamim Veludo, Manuel Dias e Norberto Barroca.  Este espectáculo obteve vários prémios nacionais como “MELHOR ESPECTÁCULO DO ANO”. Esteve dois anos consecutivos em cena. Foi reposto em 1986 e fez em 1988 a animação cultural da 50.ª Volta a Portugal em Bicicleta.

- 1984 – Uma familia do Porto, de Júlio Dinis. Este espectáculo obteve vários prémios nacionais como “MELHOR ESPECTÁCULO DO ANO”.

- 1985 – Os amorosos da Foz, de Camilo Castelo Branco

- 1986 – Toda a nudez será castigada, de Nelson Rodrigues

- 1987 – Portugal, ontem e sempre, de João de Freitas

- 1987 – Echos de uma voz quasi extincta: evocação de António Cândido, de Júlio Cardoso

- 1987 – O Motim, de Miguel Franco

- 1988 – Antígona, de Sofocles/Brecth

- 1988 – Henrique IV, de Luigi Pirandello

- 1989 – Gota d'Agua, de Chico Buarque de Hollanda e Paulo Pontes

- 1990 – Assassino de Macário, de Camilo Castelo Branco

- 1990 – Play Stringberg, de Friederich Dürrenmatt

- 1991 – A história de um cavalo, de Leon Tolstoi e Mark Rozovsky

- 1991 – Marathona, de Ricardo Monti

- 1991 – Monólogo do vaqueiro, de Gil Vicente

- 1991 – Conde Barão, de Félix Bermudes, Ernesto Rodrigues, João Bastos

- 1992 – Conhece a via lactea, de Karl Witlinger

- 1993 – O comissário de policia, de Gervásio Lobato

- 1993 – Para tão longo amor, de Maria Adelaide Amaral

- 1993 – Macbeth, de William Shakespeare

- 1995 – Luzes de palco, de Arnaldo Leite/Carvalho Barbosa/Heitor Campos Monteiro.

- 1995 – Porto d'Honra, de Benjamim Veludo/Manuel Dias/Norberto Barroca

- 1996 – Ópera do Malandro, de Chico Buarque de Hollanda

- 1996 – Chamam ao telefone o sr Pirandello, de António Tabucchi

- 1997 – A secreta obscenidade de cada dia, de Marco António de La Parra

- 1997 – Viagem ao centro do Porto, de Eugéne Labiche

- 1998 – O estranho caso do trapezista azul, de Mário Cláudio

- 1998 – Um cálice de Porto (nova versão), de Benjamim Veludo, Manuel Dias e Norberto Barroca

- 1998 – À espera de Godot, de Samuel Becket

- 1999 – O arco de Sant'Ana, de Almeida Garrett

- 1999 – Uma visita inoportuna, de Copi

- 2000 – Péricles, Príncipe de Tiro, de William Shakespeare

- 2001 – Amadeus, de Peter Schaffer. Este espectáculo recebeu o prémio de “MELHOR ESPECTÁCULO DO ANO”/Globos d`Ouro (SIC)

- 2003 – Separações, de Domingos Oliveira

- 2003 – Quarteto, Relações Perigosas, de Heiner Müller

- 2003 – Copenhagen, de Michael Frayn

- 2004 – E é dor o meu desejo, de Pedro Homem de Mello

- 2004 – Variações Enigmáticas, de Eric Emmanuel Smicht

- 2005 – Porto Alegre, de B.Veloso, Fernando Gomes e Norberto Barroco

- 2006 – Oxigénio, de Carl Djerassi e Roald Hoffmann

- 2007 – Yepeto , a dor de uma paixão, de Roberto Cossa

- 2007 – O carteiro de Pablo Neruda: Ardiente Paciência, de António Skármeta

- 2008 – Mil olhos de vidro, de Pedro e Filipe Pinto

- 2008 – Um Merlim, de Luís Alberto Abreu

- 2009 – Kvetch, de Steven Berkoff

- 2009 – Um barco na cidade, de Benjamim Veludo e Norberto Barroca

- 2010 - Fim de festa, de Samuel Beckett

- 2011 - Falácia, de Carl Djerassi

- 2012 - Adivinhe quem vem para rezar, de Dib Carneiro Neto

- 2016 - Espectros, de Henrik Ibsen

## Filmografia
Entre a sua filmografia encontram-se: 
- 1985 - Barão de Altamira, realizado por Artur Semedo

- 1987 - Matar Saudades, realizado por Fernando Lopes

- 1991 - Una Glória Nacional (Espanha), realizado por Jaime Armiñan

- 1992 - Saudades (Soares do Reis), realizado por Francisco Manso

- 1992 - Vale Abraão, realizado por Manoel de Oliveira

- 1997 - Inquietudes, realizado por Manoel de Oliveira

- 1999 - Palavra e Utopia, realizado por Manoel de Oliveira.

- 2003 - Tim Watcher, realizado por Ricardo Pinho (Curta Metragem)

- 2004 - Quinto Império, realizado por Manoel de Oliveira.

- 2007 - Cristovão Colombo: O enigma, realizado por Manoel de Oliveira

- 2008 - Singulariedades de uma rapariga loira, realizado por Manoel de Oliveira

- 2010 - O estranho caso de Angélica, realizado por Manoel de Oliveira

## Televisão
- 1971 – Assembleia ou partida, de Correia Garção, com realização de Correia Alves

- 1972 – As profecias do Bandarra, peça de Almeida Garrett, com realização de Correia Alves [8]

- 1972 – O Ganso d' Ouro, texto e realização de Correia Alves

- 1972 – História de uma luzinha, texto e realização de Correia Alves

- 1972 – O Alfaiate e os espelhos mágicos, texto e realização de Correia Alves [9]

- 1972 – D.Caio, realização de Correia Alves

- 1972 – Fantoches, texto e realização de Correia Alves.

- 1972 – O cavalo encantado, texto e realização de Correia Alves.

- 1972 – João que ser actor, texto e realização de Correia Alves.

- 1973 – A gata borralheira, realização de Correia Alves.

- 1974 – O Motim, de Miguel Franco, realização de Correia Alves.

- 1975 – O dia seguinte, de Luís Francisco Rebelo, realização de Correia Alves

- 1977 – Os Muros de Verona, de António Cabral, realização de Adriano Nazareth [10]

- 1978 – D. Francisco Manuel de Melo, realização de António Faria.

- 1979 – Bocage, realização de António Faria.

- 1979 – O homem que matou o diabo, de Aquilino Ribeiro, realização de António Faria

- 1980 – D. Afonso Henriques, realização de António Faria

- 1980 – Ao longo da estrada, realização de Rui Ramos [11]

- 1982 – Um táxi na cidade, de Sérgio de Andrade e José Saraiva, série realizada por Rui Ramos [12]

- 1984 - A festa continua, programa de Júlio Isidro

- 1985 - A Idiota, de Michael Achard, realização de Rui Ramos

- 1985 – Café-Autarquias, realização de José Cruz

- 1986 - ABZ, programa de fim de semana de Júlio Montenegro [13]

- 1986 – Um, Dois, Três, concurso com Carlos Cruz

- 1987 – O Motim, de Miguel Franco, espectáculo da Companhia Seiva Trupe

- 1988 - O vinho do Porto, realização de Adriano Nazareth

- 1988 – Histórias quasi clinicas, série de Armando Moreno, realização de Adriano Nazareth Júnior [14]

- 1992 – A viúva do enforcado, de Camilo Castelo Branco, série realizada por Walter Avancini [15]

- 1993 – Clube Paraíso, de Carlos Tê (série), realização de Paulo Grizoli

- 1993 – Major Alvega, série realizada por  Henrique Oliveira

- 1993 – Ideias com história, série de Hélder Costa com Carlos Cruz [16]

- 1995 – Os Andrades, de António Manuel Pina (série), realização de António Moura Ramos [17]

- 1999 – Garrett (série), realização de Francisco Manso [18]

- 2004 – A Ferreirinha, de Moita Flores (série) – realização de Jorge Paixão Costa

Telenovelas
- 2004 - Como uma Onda, TV GLOBO e SIC, realizada por Deniz Carvalho

- 2005 - Dei-te Quase Tudo, TVI

## Prémios e Distinções
Ao longo da sua carreira foi distinguido com vários prémios e condecorado pelo Estado Português:
- Prémio de Interpretação Nacional, com o espectáculo "O Vagabundo das Maões de Oiro", de Romeu Correia, concurso do SNI em 1966;

- Medalha de Ouro de Mérito Cultural na cidade do Porto, em 1988;[19]

- Prémio Prestígio, atribuído pela Casa da Imprensa, em 1991;

- Grau de Comendador da Ordem do Infante D. Henrique, grau conferido pela Presidência da República Portuguesa, em 9 de junho de 1995;[20]

- Prémio Lorca, atribuído pelo Patronato Garcia Lorca e Universidade de Granada, em 1995;
- Presidente Honorário do FITEI, em 2005;
- Prémio "Nos 30 Anos de Abril", atribuído pela Cooperativa Árvore e Fundação Luís Araújo, em 2005;[21]
- Foi homenageado na 10.ª Edição do MIT - Mostra Internacional de Teatro, Valongo, 2007;[22]
- Incluído no Dicionário de Personalidade do Séc. XX da cidade do Porto.

## Ligações Externas
- Arquivos RTP | A Hora de Baco: António Reis (2004)
- Documentário António Reis, o Actor, realizado por António Pires